# Bematha
Bematha là một chi bướm đêm thuộc họ Erebidae.